# Montverde
Montverde est une ville située dans le comté de Lake, dans l’État de Floride, aux États-Unis. Sa population s’élevait à 1 463 habitants lors du recensement de 2010, estimée à 1 644 habitants en 2016.

## Démographie
| 1930 | 1940 | 1950 | 1960 | 1970 | 1980 |
| ---- | ---- | ---- | ---- | ---- | ---- |
| 297  | 312  | 293  | 374  | 308  | 397  |

| 1990 | 2000 | 2010  | - | - | - |
| ---- | ---- | ----- | - | - | - |
| 890  | 882  | 1 463 | - | - | - |

## Source
- (en) Cet article est partiellement ou en totalité issu de l’article de Wikipédia en anglais intitulé « Montverde, Florida » (voir la liste des auteurs).